# Medaile 1300 let Bulharska
Medaile 1300 let Bulharska (bulharsky: Медал 1300 години България) bylo vyznamenání Bulharské lidové republiky založené roku 1981. Udílen byl za zásluhy o stát.

## Historie a pravidla udílení
Řád byl založen výnosem č. 2192 ze dne 16. října 1981 na památku 1300. výročí založení bulharského státu v roce 681. Byl udílen v jediné třídě za zásluhy o stát a to ve dvou verzích, pro občany Bulharska a pro cizí státní příslušníky. Mohl být udělen jak jednotlivcům, tak i institucím a organizacím.
Po pádu komunistického režimu přestala být medaile roku 1991 udílena.

## Insignie
Kulatá medaile o průměru 32 mm byla pozlacená. Na přední straně byl v pozadí vyobrazen Madarský jezdec. V popředí byla žena držící v pravé ruce meč. Na zadní straně byl nápis cyrilicí 1300 • години • България. Pod nápisem byly dvě větvičky (vlevo dub, vpravo vavřín) svázané k sobě. V horní části byla mezi větvičkami malá pěticípá hvězda.
Stuha byla tvořena třemi stejně širokými pruhy v barvách státní vlajky, tedy pruhem bílé, zelené a červené barvy.